# Auguste-René-Marie Dubourg
Auguste-René-Marie Dubourg, francoski rimskokatoliški duhovnik, škof in kardinal, * 1. oktober 1842, Loguivy-Plougras, Francija, † 22. september 1921, Rennes, Francija. 

## Življenjepis
22. decembra 1866 je prejel duhovniško posvečenje.
14. januarja 1893 je bil imenovan za škofa Moulinsa; 19. januarja je bil potrjen in 16. aprila 1893 je prejel škofovsko posvečenje.
7. avgusta 1906 je postal nadškofa Rennesa.
4. decembra 1916 je bil povzdignjen v kardinala in imenovan za kardinal-duhovnika S. Balbina.